# 천계령

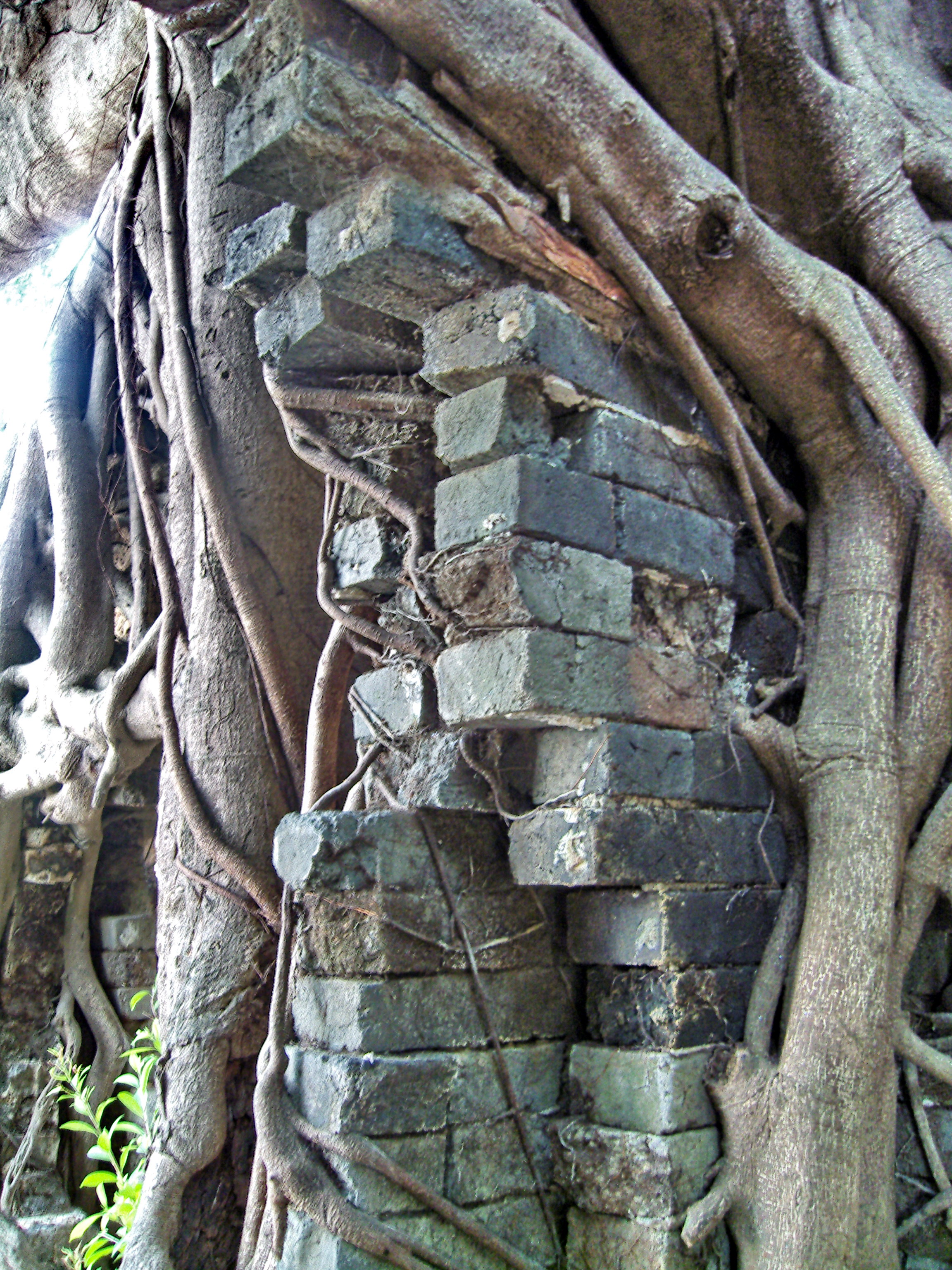
금전수옥(錦田樹屋) 터. 청대 천계령으로 인해 버려진 옛 집터이다.

천계령(遷界令) 또는 천해령(遷海令)은 청(淸) 왕조가 당시 명(明) 왕조의 옛 신하로 남명 정권을 지지하던 정성공(鄭成功)과 그가 거점으로 삼고 있던 대만(臺灣)의 정씨 왕국을 제압하기 위해, 중국 대륙 연해 주민들에 대한 해안으로의 접근 금지 명령이었다. 천계령의 대상은 산동(山東)에서 광동(廣東)에 걸쳤으며, 해당 지역 연해 주민들을 내지(內地)로 이주시키고 아울러 방어시설 건설 노역 등의 수단으로 감독한다는 것이었다. 천계령은 순치(順治) 18년(1661년) 처음 발호되었고, 이후 강희(康熙) 원년(1662년)과 3년(1664년)에도 발호되었다. 강희 8년(1669년)에 이르러 천계령은 일부 완화되었으나 17년(1678년) 다시금 강화되어 내지로의 이주와 해안선으로의 제한 거리 이상 접근 금지가 요구되었다. 강희 22년(1683년) 대만을 평정한 청 왕조는 다시금 백성들의 연해 이주를 명령하였다. 천계령이 발호된 20여 년 동안 중국 연해 지방 백성들은 여러 차례 거주지를 떠나 이주하지 않으면 안 되었다. 천계령은 중국 연해 주민들과 대만의 정씨 왕국과의 인원 및 물자 인원들과의 소통을 막는 효과를 거두었지만, 중국 동남 연해 지역은 거의 황폐화되어, 주민들의 생계가 막히게 되었다.

## 천계령의 배경

### 반청 세력의 저항

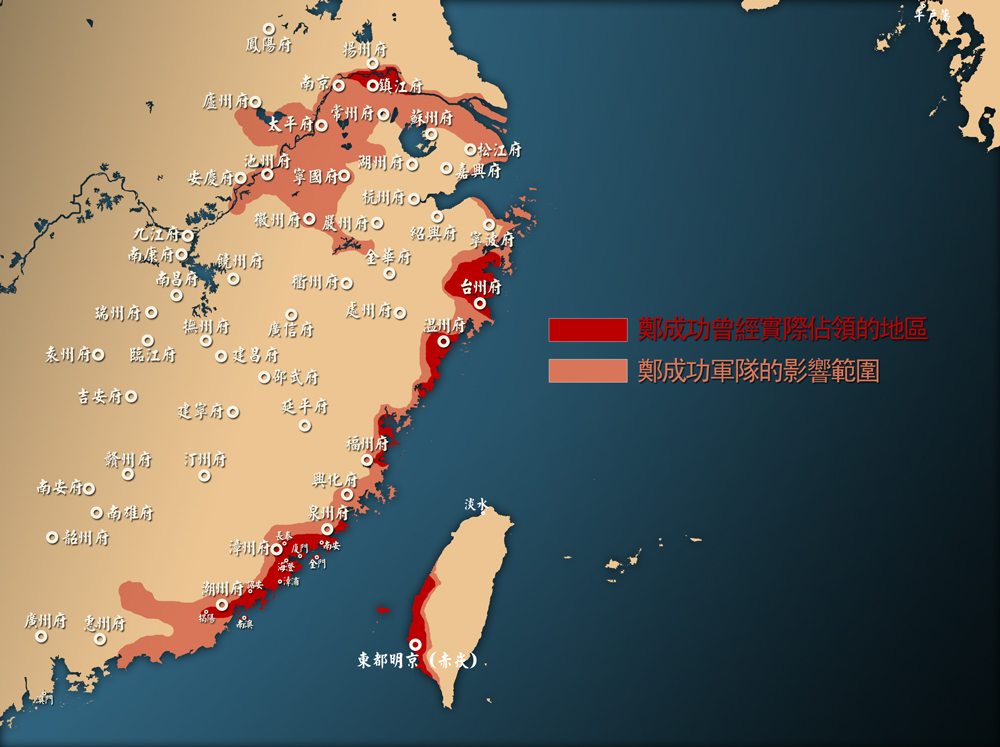
정성공의 세력 범위

명(明) 숭정(崇禎) 17년(1644년), 이자성(李自成)이 이끄는 농민 반란군이 명의 수도 북경(北京)을 함락시켰다. 오삼계(吳三桂)가 거느리고 있던 산해관(山海關) 주둔 명군은 한쪽으로는 동쪽의 청(淸)을, 다른 한쪽으로는 이자성의 농민 반란군을 막아내야 하는 지경에 처하게 되었다. 오삼계는 이자성을 친다는 명분을 내세워 청을 끌어들였고, 청은 이를 계기로 산해관을 넘어 북경에 입성하는데 성공했다. 이후 청은 신속하게 중국 북부 지역을 점령해나갔다. 순치(順治) 16년(1659년), 청조는 남서쪽 끝의 운남(雲南)을 쳐서 제압하고, 중국 대륙 전역을 통치하에 두었다.
이러한 청 왕조의 일련의 군사 활동은 결코 만주 지배자에 대해 적대적인 한족 무장 세력을 완전히 제거하지는 못했다. 아직 정성공(鄭成功)을 비롯한 한족 무장 세력이 남명(南明)이라는 이름으로 중국 동남 연해에서 반청복명 활동을 계속하고 있었다. 청조가 산해관을 차지하고 중원으로 입주하는 과정에서 실시한 변발령 강행이나 양주, 가정 등지에서의 무자비한 학살을 수반한 점령지 정책도 한족들의 반청 감정을 부추겼다.
순치 16년(1659년) 정성공은 17만 대군을 거느리고 물길을 따라 대륙으로 왔다. 절동(浙東) 일대에서 반청 활동을 벌이던 장황언(張煌言)과 합세해 정성공이 강남으로 진군하였을 때 현지를 수비하던 군사들은 대부분 도망쳐버렸고, 장강을 따라 경구(京口)와 과주(瓜洲)를 점령하고 한때 명조의 도읍지였던 강녕(江寧), 지금의 중국 남경(南京)을 포위하기도 하였으나, 청의 반격으로 하문(廈門)으로 물러났다. 정성공은 한족 민중들의 지지를 받으며 금문(金門), 하문, 동산(銅山), 남오(南澳) 등 연해 지역들을 근거지로 삼고 현지에서의 청조의 통치를 교란하였다.

### 해금에서 천계로
이미 순치 13년(1656년) 현지 민중의 정성공 세력에 대한 지지를 차단하기 위하여, 청 조정은 금해령을 반포하도록 명령하였다. 연해 주민들이 바다로 나가는 것을 금지시키고, 해안에 방위 시설을 세우도록 하여, 정성공 등 청나라에 적대적인 해상 세력의 상륙을 저지한다는 것이었다. 순치 17년(1660년) 정성공이 남경에 진출한 지 1년 만에, 청 조정은 복건총독 이솔태(李率泰)의 말을 듣고, 하문의 동안(同安) 배두(排頭), 해징(海澄)에 인접한 연해 지역 백성들을 내륙으로 옮겼다. 학자들 가운데는 이것이 청 정부의 이전 경계령에 대한 소규모의 실험이라고 해석하기도 한다. 후금 때 만주 정부가 요동 연안의 연해 주민을 내지로 이주시킨 적이 있는데, 이것이 경계령 실시의 한 경험을 제공했다고 보는 학자도 있다.

### 여러 차례에 걸치는 천계
청조는 적어도 세 차례에 걸쳐 천계령을 반포했다. 그 시기는 순치 18년(1661년), 강희 3년(1664년) 그리고 18년(1679년)이었다. 순치 18년에 발호된 최초의 천계령은 앞서 정성공의 부하였다가 청 조정에 투항한 황오(黃梧)의 건의에 따라 이루어졌다. 강남(江南), 절강(浙江), 복건(福建), 광동 4개 성에 대해 정성공의 '적의 소굴'에 접근했다가 수시로 침범당하고, 백성들이 안녕하지 못하다는 이유로 산동(山東)에서 광동(廣東)에 이르는 연해 주민들을 내륙으로 30리(약 15km) 이동시키고, 가옥을 불태워 백성들이 다시 돌아가는 것을 불허하고, '바다로 나가서는 안 된다'는 것을 다시 한 번 선포하였다. 당시 만주족 관료인 병부상서 수나하이(蘇納海, Sunahai)와 병부시랑 일리부(宜理布)는 청 조정의 명으로 4개 성 연해로 이전 범위의 구획을 진행하였다. 순치 18년에 순치제가 붕어하고 강희제가 즉위(1662년)하자, 다시금 천계령을 내려, 코르쿤(科爾坤, Korkun)과 카이샨(介山)에게 "사흘 동안 그 땅을 모두 파괴시키고 그 백성들을 비워라"(期三日盡夷其地, 空其人民)고 명령하였다.
강희 3년(1664년) 청 조정은 다시금 "백성들이 아직 비어있지 않아 신경쓰인다"며 재차 천계령을 반포하였다. 강희 8년(1669년) 연해 주민들에게 일부 바다 가까이 사는 것을 허용하기도 했지만 다시 강희 18년(1679년) 강희제는 정씨 세력이 하문 등 복건 연해 지대를 차지할 수 있었던 것은 현지 주민들의 지원이 있었기 때문이라고 판단하고, 정씨가 하문을 점령했을 때 순치 18년(1661년)에 정한 한계대로 다시금 천계령을 내렸다. 이에 천 리에 걸치는 연해에 살던 주민들은 또 한 번 고향을 떠나 떠도는 신세가 되었다.

## 천계령의 범위

청대 천계령의 범위

청 정부의 규정에 따르면 연안의 성은 모두 금지 대상에 포함되었고, 돛이 바다 속으로 들어가서는 안 되었다. 다만 천계에 대해서는 바닷가와 가까운 7개 성가운데서도 산동 ~ 광동 지역 연해 30리에서 50리 이내에서만 시행할 뿐, 마찬가지로 바다와 가까이 있었던 요동은 언급하지 않았다. 천계령의 영향은 정성공 세력이 거점으로 삼고 있던 대만에 가장 근접한 복건에 가장 먼저 닿았고 동시에 가장 심각하게 영향을 받았다. 그리고 그 다음으로 광동、절강 등지가 가장 영향을 받았지만, 산동 지역은 크게 영향을 받지 않았다. 절강성 내에서는 도자기 생산으로 이름 높던 영파(寧波), 그리고 온주(溫州), 태주(臺州)가 크게 영향을 받았고 특히 주산(舟山)에 대한 영향이 매우 컸으며, 광동성 내에서는 정성공 세력과 가장 가까운 혜주(惠州), 조주(潮州)가 영향을 많이 받았으며, 광주(廣州)는 이후에도 천계령의 범위 내로 편입되었다. 정성공 세력과 가장 먼 뇌주(雷州), 흠주(欽州), 염주(廉州), 고주(高州) 등지에는 영향이 적었다.
국경 구획 내에 있던 백성들은 내륙 지역으로 이주해야 했고, 그 변경에는 비석이 설치되었다. 포동(浦東) 지역에 남아 있는 비석의 경우처럼 비석 위에는 "경계를 넘어가는 주민은 죽는다"(居民過限者死)라고 적혀 있었다. 그러나 그 구체적인 제한 범위에 대해서는 성(省)에 따라서도 일정하지 않았고, 그 사회 인문, 자연 지리에 따라 또 차이가 있었다.
천계령의 영향을 크게 받은 복건이나 광동 등지의 경우 현지 토호 세력과 관부(官府)와의 친하고 소원하고의 정도에도 영향을 받았다. 청 조정에 협력한 일부 대족 집안의 경우 변경에 의탁하여 굳이 내지로 옮길 필요가 없었지만, 반대로 비교적 세력이 약한 집안은 내지 이주를 피할 수 없어 결국 실각하기에 이르렀다. 집안의 세력이 흥성한 지역에서는 천계의 범위가 화표(華表)와 그 집안의 패방을 경계로 하여 이수를 지키지 않아도 되었지만, 약한 집안의 경우에는 내지 이전으로 인해 죽거나 다치고, 집안이 몰락하는 자도 있었다.
절강성에 대한 천계령은 특히 엄격하였다. 온주(溫州), 대주(臺州) 등지의 경계를 따라 산천(山川)의 지형을 바꾸고, 바다와의 거리에 맞추어 완전히 구획되지 않으면서도 경계를 따라 3장 높이에 달하는 목책을 짓고 방병(防兵)을 두어 목성 안팎 3~5리 거리를 경비하도록 했다. 태주부(台州府) 태평현(太平縣)의 현지(縣志)는 현지에 남은 목성하(木城河)라는 지명이 천계령에 따라 쌓았던 목책의 이름에서 연유하였다고 기록하고 있어 대주에서 이루어졌던 천계령의 단면을 볼 수 있다. 태평현 남부에서는 연매령산과 광망산 등의 산맥을, 산세를 이전의 한계로 삼았다. 그 이상 넘어서 바다 가까이 가는 것은 금지되었다.
해안 일대는 물론, 해녕(海寧)의 허촌염장(許村鹽場) 이전 범위 내에 있지 않은 일부 염전 시설도 군사들의 침탈을 겪었으며 강희 연간에 이르러서야 천계령의 범위로 포함되는 경우도 있었다. 강희 2년에 산동총독 조택부(祖澤溥)는 상소를 올려 그 관할에 있는 영해주(寧海州)의 황도(黃島) 등 20개 섬 및 봉래현(蓬萊縣)의 해풍도(海豐島)에 거주하는 주민들을 내지로 이주시켜줄 것을 요청하였다.

## 천계령의 집행

### 국경 밖의 물자에 대한 소개
천계령이 확정되자, 주민들은 사흘 내에 내지로 옮기고 이후 되돌아오는 것을 방지하기 위하여 가옥과 논밭도 모조리 파괴해야 했다. 강희 초년에 천계령이 내려졌을 당시 정령의 집행은 급박하고 엄했다. 외딴 곳에 있어 명령을 미처 알지 못한 경우 기병이 들어와서 이전을 독촉하였고, 한때는 천여 리의 해안선에서 남녀노소, 빈부 할 것 없이 모두 내지로 이주하도록 명하였다. 재산을 잃고 맨몸으로 이주하다시피 하는 상황에 창졸간에 이주를 서두르다 길에서 죽거나 다치는 사람도 많았으며 주거지가 모조리 불살라져서 복건(福建) 장락(長樂) 등지에서는 두 달 동안 불길이 그치지 않았다고 전하고 있다. 『광동신어(廣東新語)』라는 책에는 다음과 같이 적고 있다.
二月, 突有內遷人民之政令, 然滿洲科爾坤•介山等兩大人, 親行政令, 令沿海之人民向內地遷徙五十里, 以斷絕接濟臺灣之患. 而後麾兵折界, 下令三日內盡夷其地, 空其軍民, 棄貲携累, 倉卒奔逃, 野處露栖. 死亡載道者, 以數十萬計.
(강희 원년 즉 1662년) 2월, 돌연 내지로 백성을 옮기라는 정령이 있어 만주 코르쿤(科爾坤, Korkun)과 카이샨(介山) 등 두 대인(大人)이 정령을 집행하는데 연해 백성들에게 내지로 50리를 옮기며 대만으로 옮겨가는 골칫거리를 차단하게 하였다. 그 후 군대를 지휘하여 경계로 돌아가게 하였고, 사흘 동안 그 땅을 다 비우고 군민을 빈터로 빠뜨리고 다투어 도망치게 하였으며, 들에서 노숙하게 하였다. 사망에 이르는 자는 수십만을 헤아렸다.

이때 천계령으로 이주되어 이후 포강촌(蒲崗村)을 개척한 임씨(林氏) 가문에서 가경(嘉慶) 연간에 편찬한 족보에는 천계령 당시의 생활에 대해 다음과 같이 그 고충을 기록하였다.
初遷, 愚民不識何故. 肯去者. 一去, 離妻丟子, 各人手足之親. 不肯去者, 押遷之官, 遂行逆旨誅戮, 甚至亡家滅族. 每每出之無辜, 有移無歸, 死於不得其所者, 不知如許.
처음 옮겨질 당시, 어리석은 백성들은 까닭을 알지 못하였다. 떠나려고 한 자는 일단 떠나고 보니 아내와 헤어지고 자녀를 잃었으니, 흩어지는 사람들 저마다 모두 손발과 같은 친척이었다. 가지 않으려고 하는 자들에 대해서는 강제로 압송하던 관리들이 결국 황제의 성지(聖旨)를 어기고 이들을 주륙하였고, 심지어 집안이 망하고 일족이 멸망하는 지경에까지 이르렀다. 각자의 사연이 모두 무고함에서 나왔고, 옮겨졌다가 다시 고향으로 돌아간 자는 없었으니, 고향으로 돌아가지 못하고 죽은 자가 몇이던가.

연해에서 정성공 세력과 교역을 하던 사람은, 결국 숨어서 밀무역을 하다 모두 역적과 내통한 반역죄로 처벌받게 되었는데, 연해 지대에는 이로 인해 체포되어 죽임을 당한 사람이 있었다. 경계 밖의 바닷가에 염전, 논밭은 모두 폐기되고, 일부 지역의 군사 초소는 철거되고, 절강성과 복건성의 경계가 되는 분수관(分水關)에서 정해현 용산소까지 해안경비대가 설치되었다. 해상에서의 군용 선박도 존속하지 못했다. 《장락복청복계도기》(長樂福淸復界圖記)는 천계령을 집행하며 이동을 명하던 청의 기병이 수군 전함 수천 척을 불살라버렸는데, 이를 '적에게 이용당하지 않게 하는 것(無資寇用)'이라 하였다.

### 관원들에 대한 감시와 연대책임
천계령의 대상이 된 지방을 관리하는 관리들은 관할지 주민의 개폐 행위에 대해 연대 책임을 지게 되어 있었다. 주민들이 섬을 옮기거나 무역을 하다 적발되면 관리들은 해직되었고, 이 사실을 몰랐다면 부하 관리들이 모두 좌천되었다. 병마를 통괄하는 경우 관리가 엄격하지 못했던 책임을 물어 모두 직위를 강등하여 유임시키도록 했다. 천계령을 어긴 자를 체포할 경우 체포한 수에 따라 승진할 수 있으며, 상급 관원이 하급 관직자를 붙잡아 하급자를 처벌하고 승진할 수도 있었고, 이웃 관원이 자신의 본적이 아닌 사람을 잡아 승진할 수도 있었다.

### 대중선무공작
내지로 이주된 주민들은 규정에 따라 내륙 마을에 편입되어 농사에 종사하여야 했다. 복건 연해 지역에 본관을 둔 주민의 경우와 같이 일부 조세 부담과 노역을 면제받도록 하는 방침이 있었지만, 지방 관리들의 태업 등으로 인하여 종종 제대로 된 감면이나 적절한 장소 배치가 이루어지지 못했다.

### 옛 정성공 소유 부지에 대한 처분
복건성의 동산도(東山島)는 오랜 기간에 걸쳐 정성공 일가의 지배를 받았다. 천계령이 발호되던 순치 18년(1661년) 청군은 거듭 병사를 늘려 경계를 공격하였다. 섬을 지키고 있던 정성공의 장군 채록(蔡祿)과 곽의(郭義)가 반란을 일으켜 청에 투항하고 당시 동산도를 지키고 있던 장군 장진(張進)에게 청에 항복할 것을 강요하였는데, 장진은 스스로 화약에 불을 붙여 자폭하였다. 채록과 곽의 두 사람은 청에 투항하려던 음모가 탄로난 것을 알고 앞서 섬 주민들을 '이계(移界)'시키라는 청군의 지시대로 1만여 명의 청년 남녀를 납치해 청에 항복하였다. 강희 3년(1664년)에 청군이 동산도를 처음 점령한 뒤, 이들을 다시 천계령에 따라 내지로 이주시키도록 하면서 민가를 불태우고 백성들을 강제이주시키는 과정에서 많은 사망자가 났으며, 심지어는 청군 장병들이 백성들을 약탈하기도 하였다.

## 전계(展界) 그리고 다시 열린 바다로
천계령 과정에서 연해 주민들은 경계 바깥을 기준으로 '전계'(展界) 즉 경계 지대로의 복귀를 행하였고, 심지어는 정성공 세력과 직접 거래하는 행위까지 금지되었다. 강희 5년에 복건의 관원이 상소하여 전계를 호소하였다. 복건총독(福建總督) 요계성(姚啓聖)은 상소를 올려 연해 지역의 수산물이 연해 주민들의 생계에 필수적임을 말하며, 복계(전계)를 요청하였다. 강희 8년(1669년) 연해 지역 거주민들의 복계가 허용되었다. 강희 13년 범승모(范承謨)가 청 조정에 올린 「조진민성이해소(條陳閩省利害疏)」에서 어민들의 고기잡이를 허가할 것을 요구하였다.
강희 17년(1678년) 거듭 천계를 요구하였다. 곧 강희 22년(1683년) 청이 대만을 평정한 뒤에 다시금 「전계」를 선포하고 순치 연간 이래의 천계령으로 강제 이주된 연해 주민을 고향으로 돌려보내도록 안배하였다. 11월에 강희제는 이부시랑(吏部侍郞) 두진(杜臻), 내각학사(內閣學士) 석주차(席柱差)를 복건•광동 지역으로 보내어 연해 지역에 대한 전계 사무를 주관하게 하였고, 파견 전에 이렇게 효유하였다. "백성을 옮기는 일은 긴요한 것이다. 잘 살펴서 원래의 재산을 원래의 주인에게 돌려주어라. 너희는 총독과 순무와 회동(會同)하여 함께 처리하여, 병사와 백성이 살아갈 곳을 얻도록 힘쓰라. 종전의 파견 관원들처럼 비루하게 행동하지 말라."

## 천계령의 영향

### 정씨 세력
천계령은 청이 차지한 중국 대륙과 정성공이 점령한 대만의 교통을 차단하려는 의도였지만, 정씨 왕국이 차지한 대만의 지리적 중요성으로 인해 일본 등과의 해외 교통의 왕래가 끊이질 않는 데다, 대만에는 미개척지가 많아, 여전히 군둔전으로 자급자족하여 무역거래로 수입을 올릴 수 있었다. 한편 중국에서 일본으로의 중국인 도항은 대만의 정씨 왕국이 멸망한 이듬해인 1684년까지도 이어졌다.

### 연해 지역 주민들의 대만 이주
천계령 이전부터 네덜란드 식민자들의 유치, 대만의 자연적인 지리적 이점 등으로 이미 많은 중국인들이 대만에 건너와서 살고 있었다. 천계령으로 인한 민간인 이탈, 금해령으로 인한 생계 단절, 게다가 천재지변까지 겹치면서 많은 연해 주민이 먹고 살기 위해 어쩔 수 없이 대만으로 이민을 가거나 정씨 왕국에 귀순했다. 심운(沈雲)이 쓴 「대만정씨시말(臺灣鄭氏始末)」에는 "(순치 18년) 황안(黃安)과 안망충(顔望忠) 등이 군사를 거느리고 잇따라 와서, 안을 우호위(右虎衛)로 삼고 연해의 백성들을 초유하되 내지로 옮겨지기를 바라지 않는 자 수십만 명이 동쪽으로 건너와서 대만 땅을 개척하였다"고 기록돼 있다.

### 해적과 연해 주민들의 유리
청 조정은 강희 8년(1669년) 당시 본토 즉 당시 광동성에 대해 복계(復界)를 행하였으나 중국의 역사학자 장단위(張瑞威)는 정성공 세력의 반청으로 해적 문제가 시작되었고 천계령으로 고향을 잃은 백성들이 새로 귀향해 살고 있다는 점을 정성공이나 해상 세력들에게 부각시키는 것은 당시 시점에서는 여전히 위험했을 것이라고 봤다. 복계 후 수년이 지난 강희 15년(1676년)에 해적이 지금의 홍콩 구룡(九龍, Kowloon)에 해당하는 팽포위(彭蒲圍, 위치는 이미 알 수 없다)를 함락시켰고, 잠시 외출한 극소수의 마을 사람들이 살아남은 것을 제외하고 대부분의 마을 주민들은 한 사람도 살아 돌아오지 못했다. 따라서 씨족이 해적들의 난동에도 스스로를 보호할 수 있는 능력을 갖는 것이 안정의 요인이 되었다. 예를 들어, 팽포위의 후예인 죽원 임씨(竹園林氏)는 구룡에 있던 세력을 비교적 신속하게 회복하였고, 심지어 토지가 붙어있지 않아서 일부 죽원 임씨 족인들을 나누어 포강촌 땅으로 보내기도 했다.

### 주민들의 생계
천계령은 당시 홍콩의 주요 산업이던 제염업과 종향업(種香業)을 크게 위축시켰고 이후 새로 홍콩으로 이주해 온 이민자들은 이전 주민들과는 달리 제염이나 고기잡이 등 바닷일에 익숙하지 않았으므로, 이들 산업은 예전과 같은 번창하는 모습을 찾아볼 수 없게 되었다. 구룡(九龍)의 관부장(官富場) 염전의 경우 복계 후 이주한 주민들이 제염업에 익숙하지 않아 예전과 같은 규모를 회복하지 못했고, 홍콩의 제염 산업에 의존하던 지역들도 다른 염전에서 소금을 수입하여야 했다. 이후 홍콩 염업은 부진을 면치 못하였으며, 이곳에서는 그동안 소금 간척지만 무성했을 뿐 대규모로 수출할 곳은 찾아볼 수 없게 되었다. 청 왕조 초기 석당저(石塘咀) 일대의 황폐한 산비탈에서는 건축자재로 쓸 수 있는 화강암(마석)이 생산되었기 때문에 돌을 다듬는 일을 업으로 하던 혜주 객가인들이 채굴에 나섰다.
한편, 강희 8년 조정은 연해 주민들의 복계를 허락하였다. 현지에 대한 새로운 개척도 시작되었다. 같은 해 금전(錦田)의 진사(進士) 등문위(鄧文蔚)가 자신의 봉지를 얻어서 물길을 팠다. 등씨는 원래 원랑(元朗) 하구 서안에 있던 다리를 서쪽과 남쪽 사이의 지역으로 옮겼으며 현대에는 원랑구허(元朗舊墟)라 부르고 있다. 대수하(大樹下)의 천후묘(天后廟) 안에 새겨진 함풍(咸豐) 6년(1856년)에 새겨진 「중수천후고묘비(重修天后古廟碑)」에는 '청 강희 8년에 대교돈(大橋墩)의 시장을 고쳐 원랑으로 옮겼다(淸康熙八年大橋墩市場改遷元朗)'라고 기록되어 있다.

### 씨족 문화 단절
홍콩(香港)의 아전위촌(衙前圍村)의 오(吳)씨 일족은 천계령으로 인해 4대조 이전의 족보가 사라져버렸고 옹정(雍正) 2년(1724년)에 이르러서야 아전위촌에 정착하였다. 복건성 동산도의 경우 수많은 씨족들이 몰락하고 마을이 황폐화되었는데, 예를 들어 동산도에는 설(薛), 유(俞), 예(倪), 갈(葛) 등의 성씨가 대족을 이루어 거주하고 있었으나 청군에 점령된 뒤에 존재조차 알 수 없이 사라져버렸다. 동산도의 도민들은 과거 명 왕조의 병농일치 정책에 따라 호적과 군적을 모두 가지고 있었으나, 청 왕조는 대만이 청에 점령된 뒤에도 오랫동안 동산도 도민의 호적을 만드는 것을 허락하지 않았고, 강희 50년 도민들이 청 왕실이 관우를 관제(關帝)로써 존숭한 것을 본따서 관씨를 성으로 삼았고, 청 조정이 이를 재심의한 결과 동산도민의 호적으로 인정하였다.

## 일화
천계령을 제의했던 황오는 청 왕조에 투항한 뒤, 청 왕조에 대해 복건에 남아 있는 정성공의 역대 조상 무덤을 파헤쳐야 한다고 제안하였는데, 삼번의 난에 호응해 중국 대륙을 공격한 정경(鄭經)은 강희 14년(1675년) 10월 장주(漳州)가 항복하자 사람을 보내 황오의 무덤을 파헤쳐서 그 시체를 거열형에 처하고 목을 베었다.

## 같이 보기
- 해금정책

### 설명
1. ↑  청대 광동성(廣東省)은 오늘날의 중국 광서(廣西) 연해와 해남(海南)을 포함하고 있었다. 홍콩(香港)과 마카오(澳門) 역시 할양 이전에는 광동성에 속했다.
2. ↑  곧 요동(遼東), 직예(直隸), 산동(山東), 강남(江南), 절강(浙江), 복건(福建), 광동(廣東)을 말한다.

### 인용
1. 1 2 3 4 5 6 7 8  潘楠;张金林 (2015). “清初迁海令对东南社会发展的消极影响”. 《兰台世界》 (7月上旬): 156-157. doi:10.16565/j.cnki.1006-7744.2015.19.031. 2021년 2월 3일에 원본 문서에서 보존된 문서. 2020년 11월 9일에 확인함.
2. 1 2 3 4 5 6 7 8 9 10 11  吴滔; 罗欧亚 (2017年1月). “从迁界到展界:明清鼎革时期的温台盐政与滨海社会”. 《苏州科技大学学报(社会科学版)》 34 (1). doi:10.3969/j.issn.1672-0695.2017.01.008.
3. ↑  청의 순치제는 순치 18년(1661년)에 붕어했고, 이후 즉위한 강희제는 이듬해 연호를 강희로 바꾸었다. 강희 원년은 서기로는 1662년에 해당한다.
4. 1 2  王, 跃生. 《制度与人口:以中国历史和现实为基础的分析 下卷》. 北京: 中国社会科学出版社. ISBN 9787999012092.
5. 1 2 3 4 5 6 7 8 9 10 11 12 13 14  王日根; 苏惠苹 (2010). “康熙帝海疆政策反复变易析论”. 《江海学刊》 (2). doi:10.3969/j.issn.1000-856X.2010.02.024.
6. ↑  金兆蕃;鄧邦述. “清史稿·本紀四·世祖本紀一”. 《维基文库》.
7. ↑  孟森 (2010年). 《明清史讲义》. 北京: 商务印书馆. 348–352 & 503–521쪽. ISBN 9787100074650.
8. 1 2 3 4 5 6 7 8 9  刘小龙 (2011). “清初东山岛迁界始末”. 《闽台文化交流》 (1). 2021년 2월 3일에 원본 문서에서 보존된 문서. 2020년 11월 9일에 확인함.
9. 1 2 3 4 5 6 7 8 9  谢国桢 (1982). 〈附录二·清初东南沿海迁界考〉. 《明清之际党社运动考》. 北京: 中华书局. ISBN 7806780335.
10. 1 2 3 4 5 6 7  叶锦花 (2015). “宗族势力与清初迁界线的画定——— 以福建漳泉地区为中心”. 《福建师范大学学报(哲学社会科学版)》 (1). 2021년 2월 3일에 원본 문서에서 보존된 문서. 2020년 11월 9일에 확인함.
11. 1 2  高志超 (2016年). “论后金时期的迁海”. 《清史研究》 (第1期). 2019년 5월 9일에 원본 문서에서 보존된 문서. 2020년 11월 9일에 확인함.
12. ↑  王日根 (2000). “元明清政府海洋政策与东南沿海港市的兴衰嬗变片论” (PDF). 《中国社会经济史研究》 (2).
13. ↑  趙爾巽等. “清史稿 卷二百二十四 列傳十一”. 维基文库. 2019년 4월 12일에 확인함. 十八年，用黃梧議，徙濱海居民入內地，增兵守邊。
14. ↑  https://books.google.co.kr/books?id=8nXLwSG2O8AC&pg=PA1313&dq=sunahai+蘇納海&hl=ko&sa=X&ved=2ahUKEwi2lLmtm_X2AhVBUfUHHay7A14Q6AF6BAgDEAM#v=onepage&q=sunahai%20蘇納海&f=false
15. ↑  连心豪 (2000). “施琅与清初开海设关通洋” (PDF). 《中国社会经济史研究》 (1).
16. ↑  https://books.google.co.kr/books?id=-9cHCwAAQBAJ&pg=PA289&lpg=PA289&dq=科爾坤+korkun&source=bl&ots=Tn4mm3ixaF&sig=ACfU3U2H3mJKr-xRxWv5y1QgL682d-ir4w&hl=ko&sa=X&ved=2ahUKEwiy3I3kmvX2AhXOPXAKHRv7Du4Q6AF6BAgDEAI#v=onepage&q=科爾坤%20korkun&f=false
17. ↑  屈大均. “廣東新語·卷二 地語·遷海”. 维基文库. 2019년 4월 12일에 확인함.
18. 1 2 3  張瑞威 (2002). “宗族的聯合與分歧：竹園蒲崗林氏編修族譜原因探微”. 《華南研究資料中心通訊》 (28): 1-8.
19. ↑  “康熙朝實錄·卷之一百十三”. 《清實錄》. 维基文库. 2019년 4월 12일에 확인함. 康熙二十二年……上諭差往福建廣東展沿海邊界侍郞杜臻等曰, 遷移百姓, 事關緊要. 當察明原産, 給還原主. 爾等會同總督巡撫安挿, 務使兵民得所. 須廉潔自持. 勿似從前差往人員, 所行鄙瑣也.
20. ↑  李祖基 (2004年). “大陆移民渡台的原因与类型” (PDF). 《台湾研究集刊》 (第3期).
21. ↑  爾東 (2007年4月).  周海燕, 편집. 《《香港歷史之謎》》. 香港: 明報出版社有限公司. 頁79쪽. ISBN 978-962-973-634-7.
22. ↑  葉德平 (2016년 12월 12일). “【港文化港故事】鹽場盛轉衰 見證港歷史”. 《文汇报》. 2018년 11월 25일에 확인함.
23. ↑  分區簡史及地方名字由來-區內地方名字的由來
24. ↑  何文匯（主持） (1984年9月16日). 《百載鑪峰1984年第四集〈元朗新舊墟〉》 [Archaeology and Antiquities] (電視節目). 香港: 香港電台電視部. 2017년 8월 13일에 원본 문서에서 보존된 문서. 2020년 11월 9일에 확인함.
25. ↑  《海上見聞錄》卷二：「剖黃梧棺，戮屍斬首」。